# Farinera de Sant Lluís
La Farinera de Sant Lluís és un edifici industrial modernista protegit com a bé cultural d'interès local del municipi de Pont de Molins (Alt Empordà).

## Descripció
És un conjunt de dos edificis un dels quals destaca per la seva alçada i era l'antiga farinera. Aquest edifici és tot de maó i de planta rectangular, amb planta baixa i tres pisos, i amb les obertures d'arc rebaixat ordenades tan vertical com horitzontalment. Unes pilastres separen verticalment les diferents obertures. Les finestres dels dos pisos superiors tenen una decoració ceràmica a sobre de forma romboïdal. La façana principal segueix la mateixa estructura que les laterals, però la testera és esglaonada.
L'altre edifici és de planta baixa i pis amb el paredat de pedra irregular. Les finestres són d'arc rebaixat i rectangulars. Algunes estan emmarcades per carreus i altres per maó. La coberta d'aquest edifici és a dues vessants.